# Kabinett Cavaco Silva I

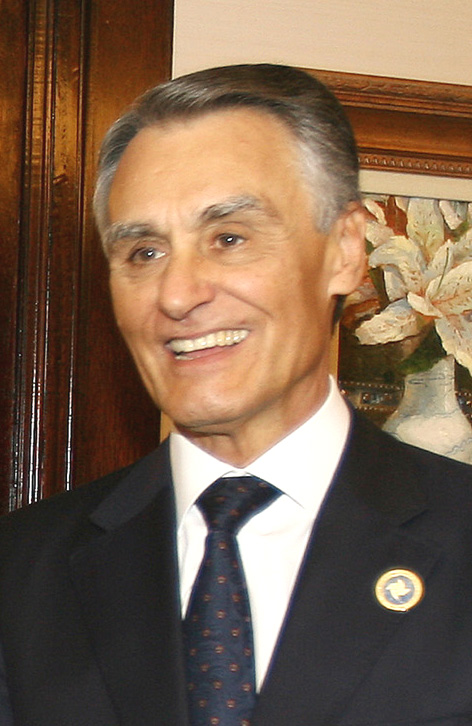
Aníbal Cavaco Silva war von 1985 bis 1987 Premierminister Portugals

Das Kabinett Cavaco Silva I wurde in Portugal am 6. November 1985 von Premierminister Aníbal Cavaco Silva gebildet und löste das Kabinett Soares III ab. Dem Kabinett gehörten Mitglieder der Partido Social Democrata (PSD) sowie Parteilose an. Am 17. August 1987 bildete Aníbal Cavaco Silva das Kabinett Cavaco Silva II.
| Amt                                                          | Amtsinhaber                                        | Beginn der Amtszeit            | Ende der Amtszeit             |
| ------------------------------------------------------------ | -------------------------------------------------- | ------------------------------ | ----------------------------- |
| Premierminister                                              | Aníbal Cavaco Silva                                | 6. November 1985               | 17. August 1987               |
| Staatsminister                                               | Eurico de Melo                                     | 6. November 1985               | 17. August 1987               |
| Beigeordneter Minister für Parlamentarische Angelegenheiten  | Fernando Nogueira                                  | 6. November 1985               | 17. August 1987               |
| Minister für Innere Verwaltung                               | Eurico de Melo                                     | 6. November 1985               | 17. August 1987               |
| Minister für Nationale Verteidigung                          | Leonardo Ribeiro de Almeida                        | 6. November 1985               | 17. August 1987               |
| Außenminister                                                | Pedro Pires de Miranda                             | 6. November 1985               | 17. August 1987               |
| Finanzminister                                               | Miguel Cadilhe                                     | 6. November 1985               | 17. August 1987               |
| Justizminister                                               | Mário Raposo                                       | 6. November 1985               | 17. August 1987               |
| Minister für Planung und Territorialverwaltung               | Luís Valente de Oliveira                           | 6. November 1985               | 17. August 1987               |
| Minister für Landwirtschaft, Fischerei und Ernährung         | Álvaro Barreto                                     | 6. November 1985               | 17. August 1987               |
| Minister für Industrie und Handel                            | Fernando Santos Martins                            | 6. November 1985               | 17. August 1987               |
| Minister für Bildung und Kultur                              | João de Deus Pinheiro                              | 6. November 1985               | 17. August 1987               |
| Minister für öffentliche Arbeiten, Verkehr und Kommunikation | João Maria de Oliveira Martins                     | 6. November 1985               | 17. August 1987               |
| Gesundheitsminister                                          | Leonor Beleza                                      | 6. November 1985               | 17. August 1987               |
| Minister für Arbeit und Soziale Sicherheit                   | Luís Mira Amaral                                   | 6. November 1985               | 17. August 1987               |
| Minister für die Autonome Region Azoren                      | Tomás George da Conceição Silva Vasco Rocha Vieira | 6. November 1985 10. Juli 1986 | 10. Juli 1986 17. August 1987 |
| Minister für die Autonome Region Madeira                     | Lino Miguel                                        | 6. November 1985               | 17. August 1987               |